# Liste der Bischöfe von Ypern
Die folgenden Personen waren Bischöfe von Ypern (Belgien):

## Äbte
- Gerhard 1101–1118
- Wilhelm I. 1121
- Hilfrid 1138
- Helmar 1158
- Balduin I. 1166–1167
- Karl 1168
- Roger 1168–1174
- Johann I. 1174–1189
- Elisée ca. 1200
- Hugo ca. 1220–1232
- Lambert I. 1245
- Peter I. 1249
- Balduin II. 1266
- Walter I. 1277
- Jean II. de Dixmude 1279
- Nikolaus I. 1280
- Wilhelm II. 1289
- Robert Le Moite 1299
- Johann III. 1311
- Daniel D’Aulnay 1322
- Pierre II. Boom 1340
- Alard de Denterghem 1361
- Denis Paeldinck 1383
- Christophe de Dixmude
- Guillaume III. Peel
- Nicolas II. de Maelbecke
- Lambert II. van der Woestine
- Nicolas III. de Dixmude
- Gauthier II. de Thomin
- Clement Buedins
- Nicolas IV. de Dixmude
- Jean IV. Bane
- Olivier Buedins 1520
- Jean V. Snick 1527–1557
- Jean VI. Snick 1557–1559

## Bischöfe
Die folgenden Personen waren Bischöfe des Bistums Ypern:
| Nr. | Bischof                                                   | von  | bis  | Beschreibung |
| --- | --------------------------------------------------------- | ---- | ---- | --- |
| 1   | Martin Baudouin                                           | 1562 | 1583 | (Maarten Boudewijns van Rijthove - Martinus Balduinius Rythovius - Martin Bauwens) am 2. November 1562 zum Bischof von Ypern ernannt, † 9. Oktober 1583 |
| 2   | Pierre Simons                                             | 1584 | 1605 | 1584 zum Bischof von Ypern ernannt, 1585 konsekriert, † 5. Oktober 1605 |
| 3   | Karel Maes                                                | 1607 | 1610 | (Carolus Masius)* 1559, am 24. Juni 1607 zum Bischof von Ypern geweiht, am 2. November 1610 zum Bischof von Gent ernannt, † 21. Mai 1612 |
| 4   | Jean Wischer                                              | 1610 | 1613 | 1610 zum Bischof von Ypern ernannt, konsekriert am 6. Februar 1611, † 26. Mai 1613 |
| 5   | Antoine de Hennin                                         | 1614 | 1626 | am 13. April 1614 zum Bischof von Ypern ernannt, † 1. Dezember 1626 |
| 6   | Georges Chamberlain                                       | 1627 | 1634 | 1627 zum Bischof von Ypern ernannt, konsekriert am 5. November 1628, † 19. Dezember 1634 |
| 7   | Cornelius Jansen                                          | 1635 | 1638 | (Cornelius Jansensius) * 1585 in Acquoi (Holland) 1635 zum Bischof von Ypern ernannt, konsekr. am 28. Oktober 1636, † 26. Mai 1638 |
| 8   | Josse Bouckaert                                           | 1640 | 1646 | 1640 zum Bischof von Ypern ernannt, 1641 konsekr., † 1. November 1646 |
| 8a  | Ludivicus de Croy                                         | 1647 |      | |
| 8b  | Wilhelmus ab Angelis                                      | 1647 |      | |
| 8c  | Marius Ambrosius Capello                                  | 1647 |      | danach Bischof von Antwerpen |
| 9   | François de Robles                                        | 1653 | 1659 | * 1596 in Lille, 1653 zum Bischof von Ypern ernannt, 1655 konsekr., † 18. Mai 1659 |
|     |                                                           | 1659 | 1664 | Sedisvakanz |
| 10  | Martin Prats                                              | 1665 | 1671 | 1665 zum Bischof von Ypern ernannt, am 1. März 1665 konsekriert, † 7. Oktober 1671 |
| 11  | Henri Van Halmaele                                        | 1672 | 1676 | (Henricus de Halmale)1672 zum Bischof von Ypern ernannt, am 28. Oktober 1672 konsekr., † 19. April 1676 |
| 11a | Wilhelmus Herincx FM                                      | 1677 | 1678 | |
| 11b | Jacobus de Lieres                                         | 1679 | 1683 | † 1693 |
| 12  | Martin de Ratabon                                         | 1689 | 1713 | * 1654 in Paris, (Frankreich), am 28. Mai 1689 zum Bischof von Ypern ernannt, am 12. Oktober 1693 von Papst Innozenz XII. bestätigt, konsekriert am 6. Dezember 1693, am 22. April 1713 zum Bischof von Viviers (Aps) ernannt, am 18. September 1713 von Papst Clemens XI. bestätigt, resigniert am 20. Februar 1723, † 8. Juni 1728                                         |
| 13  | Charles-François de Laval de Montmorency                  | 1713 | 1713 | 1713 zum Bischof von Ypern ernannt, konsekr. 5. Juni 1713, † 22. August 1713 |
| 13a | Thomas Philipp Volrad de Hénin-Liétard d’Alsace de Boussu | 1713 | 1716 | danach Erzbischof von Mecheln und Kardinal (Haus Hénin) |
| 13b | Johannes Carolus de Cupere (Cuypers)                      | 1714 | 1718 | |
| 14  | Jan-Baptist de Smet                                       | 1718 | 1732 | * 1674, 1718 zum Bischof von Ypern ernannt, am 2. März 1732 zum Bischof von Gent ernannt, † 27. September 1741 |
| 15  | Wilhelmus Delvaux                                         | 1732 | 1761 | * Juli 1681 in Blehen, am 3. April 1706 zum Priester geweiht, am 31. März 1732 zum Bischof von Ypern ernannt, † 12. Oktober 1761 |
| 16  | Felix Josephus Hubertus de Wavrans                        | 1762 | 1784 | * 1717 in Tourney, am 14. Juni 1762 zum Bischof von Ypern ernannt, † 27. Oktober 1784 |
| 17  | Charles Alexandre d’Arberg et de Valengin                 | 1785 | 1801 | * 24. August 1734 in Nevilles, am 17. Dezember 1761 zum Priester geweiht, am 31. August 1767 zum Titularbischof von Amyzon und Weihbischof von Liege ernannt, konsekr. am 25. Oktober 1767, am 12. April 1785 zum Bischof von Ypern ernannt, am 19. Dezember 1785 von Papst Pius VI. bestätigt, am 9. April 1786 installiert, resigniert am 8. Dezember 1801, † 10. Mai 1809 |